# Vetus Salina

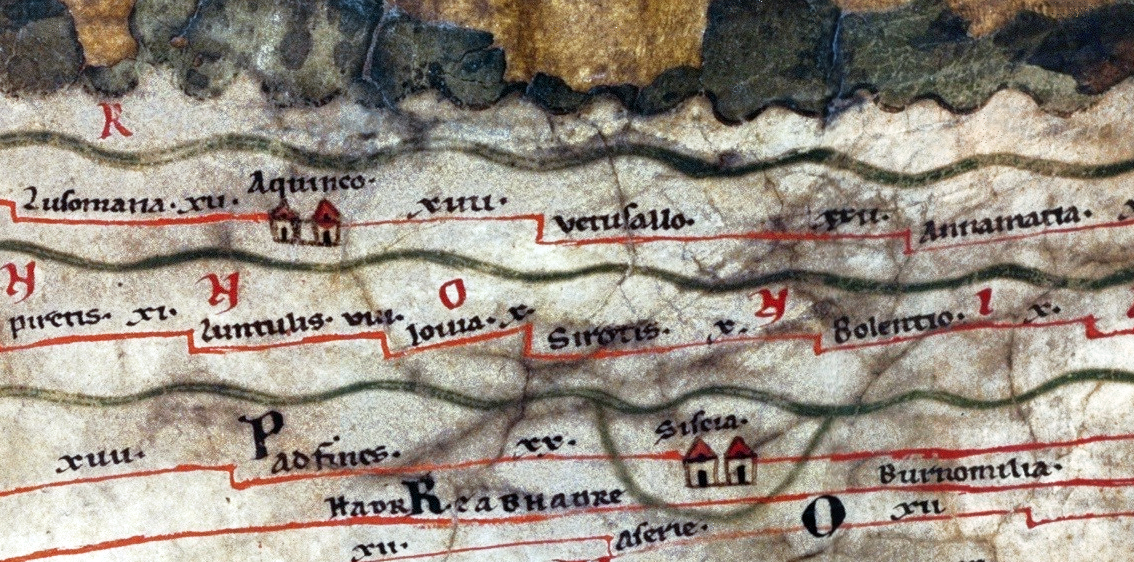
Aquincum – Vetus Salina (Vetusallo) – Annamatia a Tabula Peutingeriana a Római Birodalom nyilvános úthálózatának útvonalleírásán

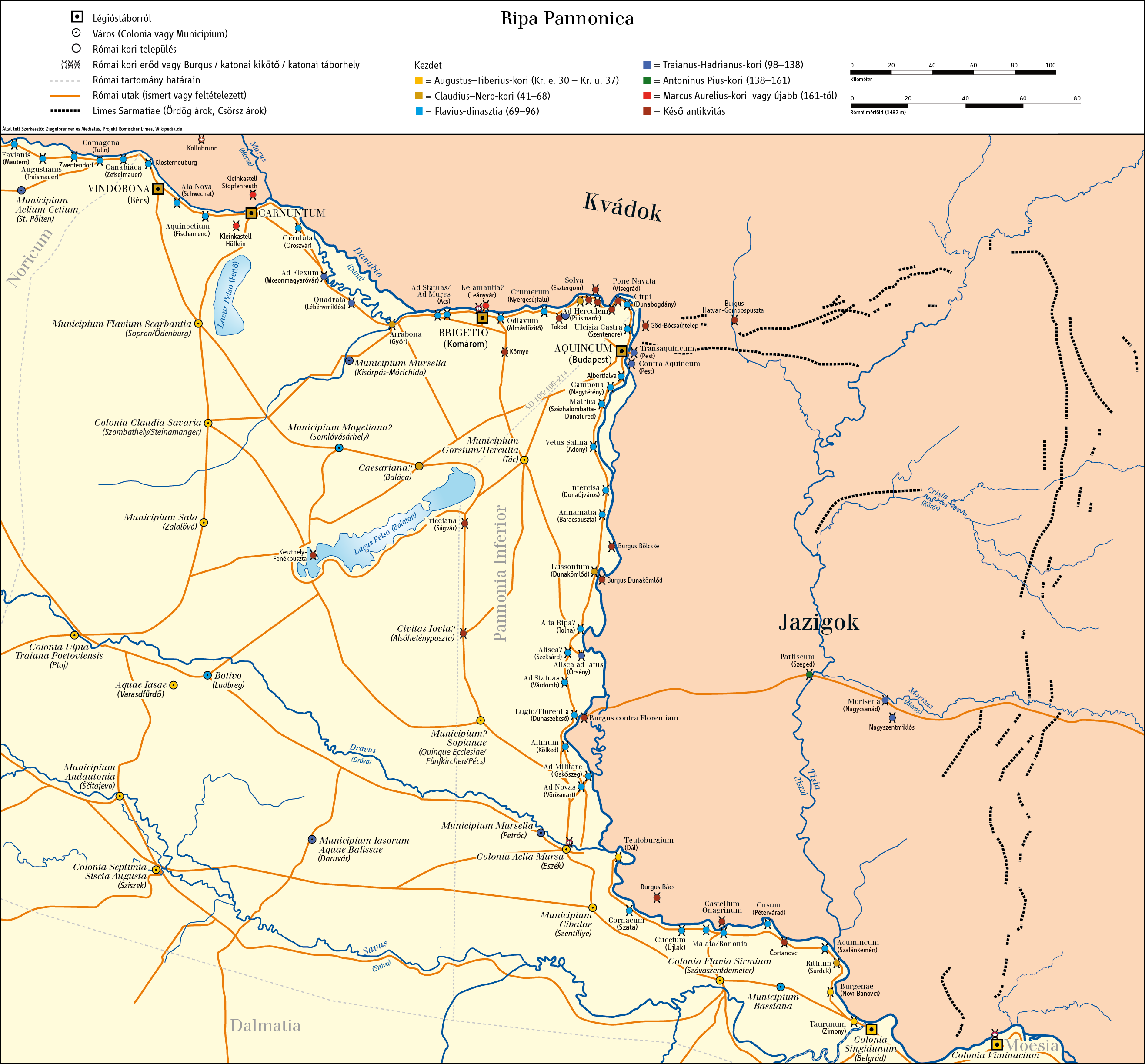
Vetus Salina romjainak nagy részét a Duna mellékága elmosta

Vetus Salina Adony  közigazgatási területén található, a római korban a 2. századtól egy ezerfős helyőrség táborhelye volt a római határon. A castellum maradványai a belterülettől északra a 6-os főút két oldalán fekszenek. A romok nagy részét a Duna mellékága elmosta. A délnyugati részét már feltárták. Végleges helyőrség-épületét a 2. század első felében kőbe építik át. A tábor a szarmaták támadásának esett áldozatául. Az ezután épített második kőtábort más helyen, a jelenlegi belterület helyén építették fel.

## Általános adatok
Lásd még:
- Adony (település),
- Ripa Pannonica Hungary